# 二二八事件中的綏靖
二二八事件中的綏靖是指在1947年2月27日至5月16日發生於臺灣的二二八事件中，自中國大陸增援的國民革命軍，針對各縣市展開的掃蕩鎮壓。1947年2月27日，因臺灣省專賣局查緝員在臺北市查緝私煙時不當使用公權力造成民眾死傷，引起次日（28日）的陳情抗議傷亡。更擴及後續臺灣民眾大規模反抗政府與攻佔官署，本省人對外省人報復攻擊，中華民國國民政府派遣國軍逮捕與鎮壓殺害臺灣民眾。此事件，造成大量民眾傷亡。
1947年2月27日，專賣局查緝員在臺北市天馬茶房前查緝私菸，因不當使用公權力造成民眾一死一傷，成為事件導火線。隔天民眾前往行政長官公署前廣場示威請願，但遭公署衛兵開槍掃射，使原先的請願運動轉變成為反抗政府行動，臺灣在各地發生軍民衝突後，至3月6日已蔓延到除了澎湖外的全台灣，外省人受波及，遭臺籍民眾攻擊傷亡。事件期間的各地組織民兵進行武裝抗爭，並以臺中一帶謝雪紅等人領導的二七部隊較具規模，雖然地方仕紳組成二二八事件處理委員會與臺灣省行政長官陳儀協商談判後，各地衝突稍緩，但陳儀仍於3月2日請求時任中國國民黨總裁兼國民政府主席蔣中正自中國大陸調派軍隊增援，蔣中正雖訓令陳儀及軍隊不得報復，且派時任國防部長白崇禧宣導「禁止軍警濫殺無辜」（他甫來台灣就制止軍隊和警察濫捕、濫殺無辜，強調在押人犯必須依法經過公開審判，且除了「煽動暴動之共產黨外」外都不究責）。但下層並未遵照指示，導致傷亡慘重，並讓臺人對中國感到失望，更成為後來臺獨運動興起的重要原因。3月8日起，增援軍隊陸續抵達臺灣，在各地展開武力鎮壓，隨後實施清鄉。

## 援兵抵達

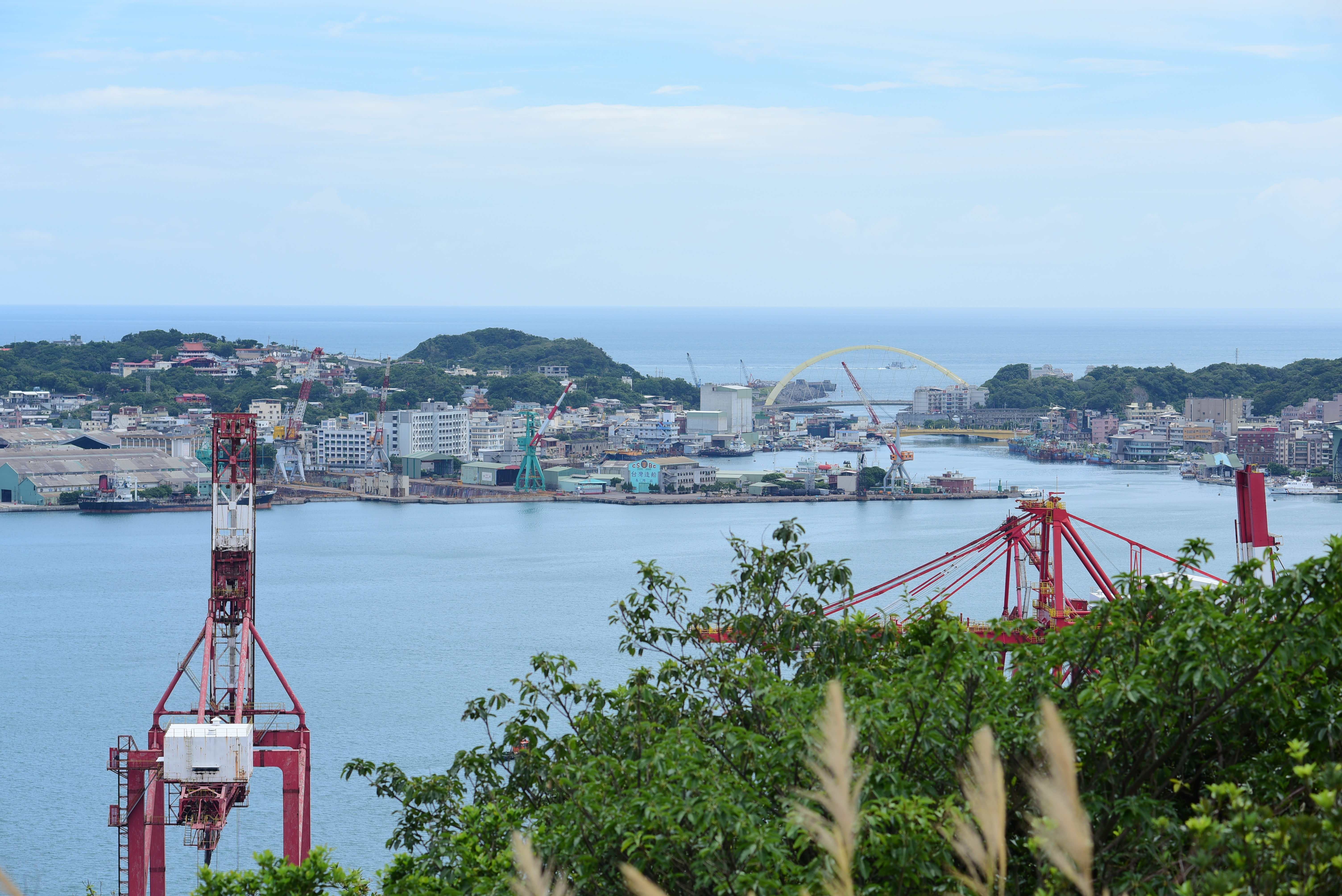
基隆和平島，原名「社寮島」，據傳在二二八事件在軍隊的武力掃蕩下，海面上遍滿浮屍，令人害怕，為祈求和平、殺戮不再，社寮島於1947年二二八事件後更名為「和平島」。
但當地文史工作者潘江衛表示，「和平」一名早在二二八事件之前即已存在。

3月8日中午12時，張慕陶向處理委員會成員肯定政治改革目標，並表示政府不會調派軍隊:105-116；而只要民眾不要求解除武裝:105-116，亦不會採取軍事行動:264-269:145-158:233-239:366-373。。而同一天部隊登陸風聲在基隆傳開，民軍開始攻擊市政府、警察局與其他公家機關；試圖佔領車站甚至炸毀碼頭，阻止鎮壓部隊登陸。結果先後被駐紮軍警擊退。下午二時民軍試圖佔領砲台與司令部，反遭擊斃9人而潰敗，要塞士兵則三人受傷。
3月8日早晨前往臺灣調查閩臺區監察使楊亮功與憲兵第21團第一營、憲兵第4團第三營等先頭部隊抵達基隆外海；到了晚上十點才靠岸登陸。（pp. 357-358）（pp. 233-239）（pp. 472-480）要塞司令史宏熹因此於十一點下令向市區推進。並於9日零時宣布恢復戒嚴。（pp. 66-68）（pp. 438-458、467-472）據楊報告，登陸後自己與憲兵部隊5個連（憲兵第21團一營5連受要塞司令節制）連夜趕往台北，途中在七堵遭到民軍襲擊，兩人受傷。（pp. 126）（pp. 358）（pp. 66-68）
隔天3月9日，劉雨卿領導、約7,000名兵力的整編第21師陸續自基隆港登陸。此時港口與市區，皆已經被昨晚推進之駐紮部隊控制，治安良好。而憲兵則向蔣中正密報要塞部隊與警察也趁機報復，拘捕毆打民軍成員，造成台灣人恐慌。（pp. 46）另有3,000名兵力自高雄港登陸。（pp. 105-116）（pp. 163-176）（pp. 26-30）整21師留下兩連供基隆綏靖區指揮後，主力向臺北推進。一個連在警察協助下前往九份金光石地區掃蕩，擊斃民軍數十名；另一連則受基隆市警察局長郭紹文節制。12日郭紹文指揮警察與轄下21師士兵，四處搜捕遁入民眾內部的民軍成員。（pp. 273-275、282-290）（pp. 233-239）（pp. 375-376）其中如瑞芳礦工林木杞等人，被警察抓來以鐵絲綑綁並推入海中處決。而基隆港則出現不明浮屍。期間基隆市參議會副議長楊元丁在協調讓米糧車輛通過檢查哨時，遭到警方帶走槍殺（pp. 105-116）（pp. 282-290）（pp. 240-246）。
晚上10時30分，行政長官公署下令總攻擊:234-238、264-269，在中山堂處理委員會處理各部門事務的二百多名青年學生遭軍隊殺害，開會者遭到逮捕或擊斃:105-116:66-68:163-176:240-246:26-30。隔天凌晨，憲兵第21師第1營抵達臺北市後:467-472，陳儀依《戒嚴法》宣布臺北、基隆地區全面戒嚴:105-116:66-68:240-246:26-30:472-480；部隊進駐圓山地區、警備總司令部、行政長官公署、臺灣銀行等地:233-239，並因士兵開火造成多人死傷:66-68:163-176:26-30。接受政府號召參與維護治安工作的一百多名不滿二十歲的各學校中學生，被軍隊拘捕押到圓山倉庫廣場前集體射殺，此即圓山事件:105-116:231-234:163-176:240-246:147-148。部隊之後依計畫鞏固基隆、臺北、新竹地區:66-68:26-30，在將臺灣各地分成5個綏靖區後，南北兩路部隊分別向北和向南推進掃蕩:154-161:163-176:438-458。
新竹地區展開綏靖工作時，在員樹林、虎頭山發生小規模武力衝突:68-69。而由於陳儀曾許諾民眾認為縣市長不稱職時，可由當地參議會推舉人選、並呈報行政長官公署核准:202-222，臺南市參議會和花蓮縣參議會在3月9日票選湯德章和張七郎為縣市首長:134-143:240-246:395-401、415-419。3月10日，陳儀下令解散處理委員會和其各地分會等「非法組織」:54-61、66-68，將成員列為黑名單:120-126:234-238、329-333:223-232:472-480；查封《民報》、《人民導報》、《大明報》，《中外日報》等民間報社:472-480；審查學校職員:120-126:66-68:472-480；查扣反動刊物:66-68；禁止集會遊行，自此控制相關報導。行政長官公署還派遣軍警人員，以叛亂罪逮捕或暗殺處理委員會各部門幹部:66-68、國民大會代表、地方仕紳和社會菁英:264-269:176-186:247-259:30-32:493-503，僅有林獻堂、陳逸松、劉明等少數人倖免:329-333。

## 北部地區

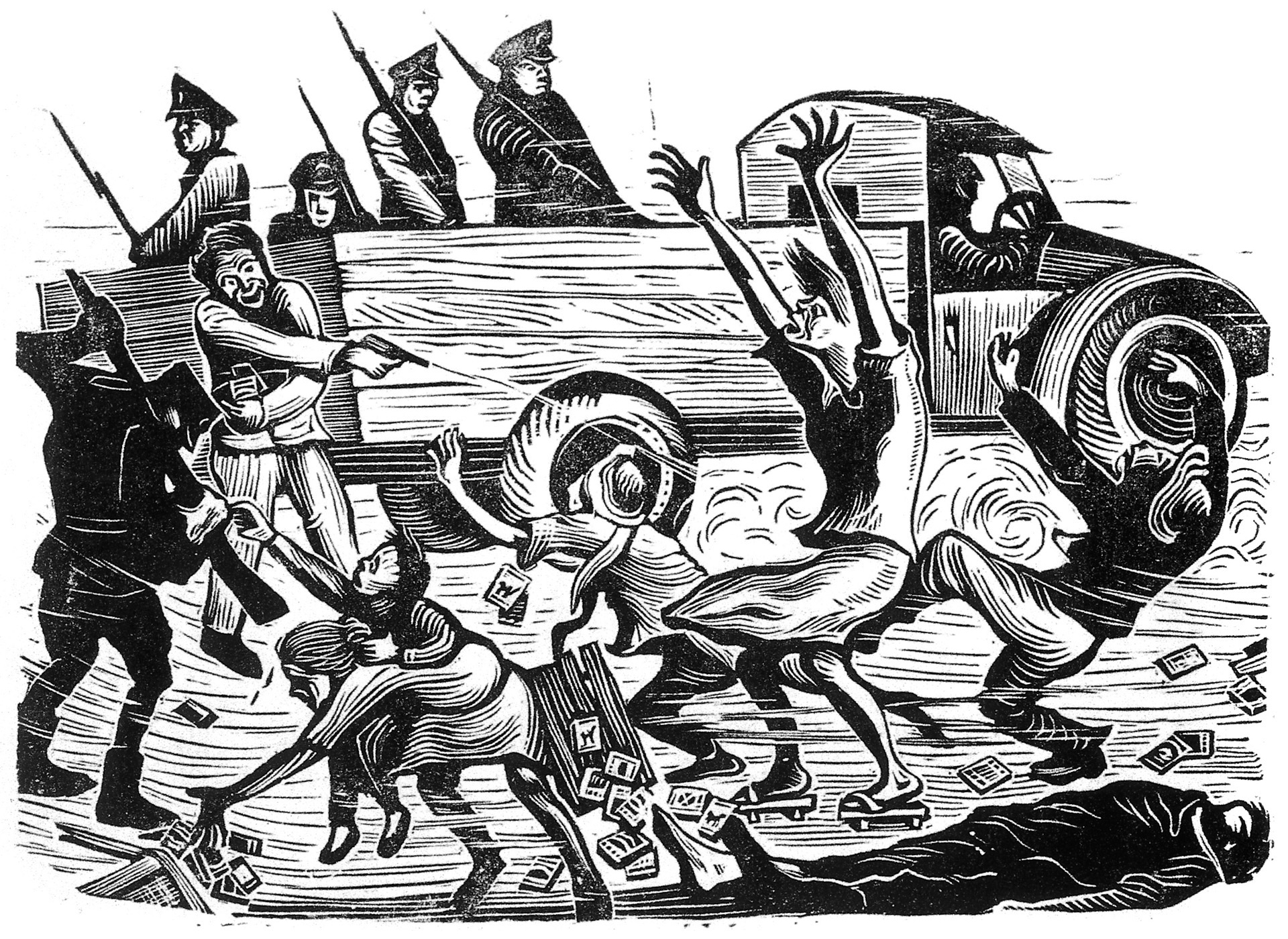
版畫家黃榮燦於1947年4月製作的木刻版畫——《恐怖的檢查》。

儘管前兩天遭遇零星衝突，但3月10日大量部隊進駐並鞏固臺北地區後:154-161，該區鎮壓行動未經任何反抗便結束:66-68。在軍事當局未能有效防範、軍紀不佳的情況下，警察、警備總司令部、憲兵隊開始直接毆打、逮捕嫌疑人:105-116:234-238、264-269，部分民眾必須用金錢賄賂或特殊關說以逃脫定罪，也有不法軍警藉機勒索敲詐或掠奪私人財物:120-126:239-240、290-294。在基隆要塞司令部司令史宏熹指揮下，所屬部隊與整編第21師438團第2營合作，自3月10日在基隆市區、八堵:105-116:269-273、社寮島、宜蘭等地區展開綏靖工作:66-68。同日，整編第廿一師師長劉雨卿對省民廣播，表示國軍來台目的:423。由於金山鄉保安團持續包圍駐守軍隊，第21師也緊急派兵增援金包里（金山）駐軍:66-68。3月10日早上，一輛載滿士兵的軍用卡車進入金山鄉車站掃射路旁攤販、路人、農民；殺害孕婦高環與其夫後洗劫其身上金飾等物品，復以軍車拖埋於海灘；並以開會名義召走台北縣參議員許海亮，從此失蹤，是為金山事件。

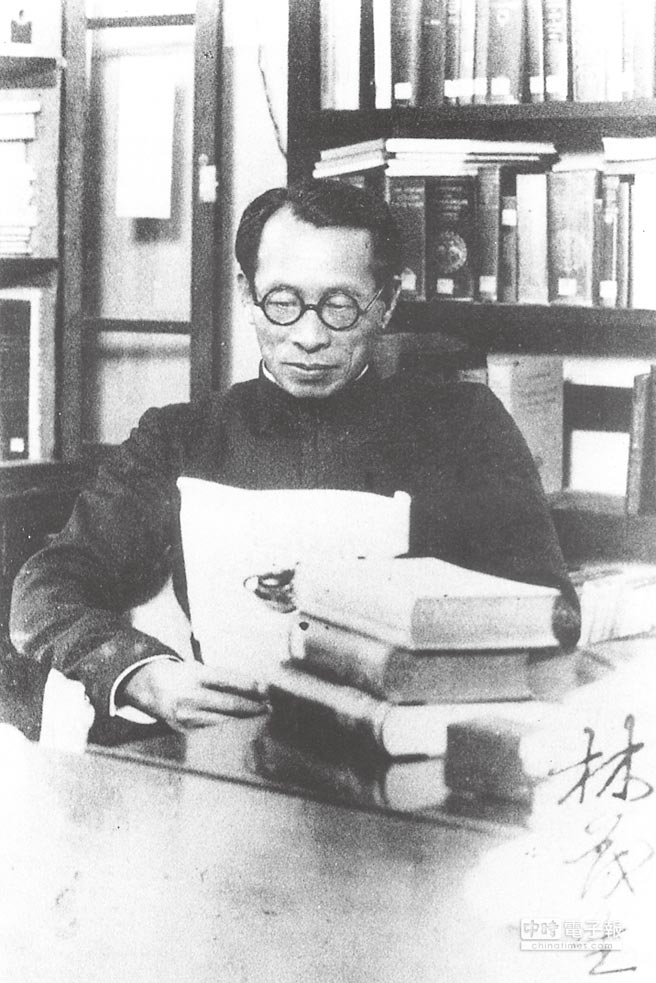
國立臺灣大學哲學系教授林茂生博士遭到國民政府捕殺。

3月10日，制憲國民大會代表林連宗在和臺北市律師公會會長李瑞漢、李瑞豐兄弟會面時，遭到憲兵逮捕而失去下落。3月11日，臺灣省參議員王添灯在於住家遭憲兵隊逮捕，並被張慕陶下令淋上汽油燒死:80-86、264-269:176-186:30-32。新聞媒體方面，包括作為《民報》創辦人的國立臺灣大學教授林茂生:80-86、擔任《人民導報》首任社長的教育處副處長宋斐如、及《臺灣新生報》日文版編輯吳金鍊和總經理阮朝日等人:30-32，分別遭到武裝分子帶走後失蹤（上述人士警備司令部皆否認有逮捕）:176-186:493-503。廖進平則在逃亡期間，在淡水遭舉報而被憲兵逮捕而下落不明:176-186。
另外包括臺灣信託董事長陳炘:80-86:176-186:30-32、臺北市醫師公會副會長施江南:176-186、臺北市參議員黃朝生、徐春卿、李仁貴、陳屋:269-273、淡水中學校長陳能通、新竹地方法院檢查處檢察官王育霖等人在也陸續失蹤:80-86、282-290:176-186:30-32，另有林宗賢:247-259、郭國基等人遭到逮捕監禁，而蔣渭川則是差點遭逮捕殺害:493-503。3月12日，要塞司令部派兵至瑞芳、四腳亭、九份、金瓜石鎮壓:481-482，並搜查私立淡水中學校:66-68。3月13日，臺灣高等法院推事吳鴻麒在辦公室遭人請去問話，之後遭到槍殺:282-290:247-259。3月15日，基隆要塞司令部將基隆、蘇澳劃歸基隆綏靖區，重新佈署部隊:66-68。3月24日，新竹地區更實施第二階段綏靖工作，進行更嚴密的搜查武器、調查叛亂成員與戶口清查:68-69。

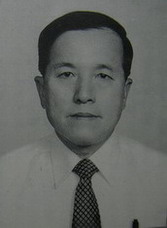
嘉義市參議員潘木枝醫師前往嘉義水上機場與國軍和談，卻遭逮捕，被全身綑綁押赴嘉義火車站前槍斃示眾，其年僅15歲的兒子潘英哲也遭國軍殺害。

## 中部地區

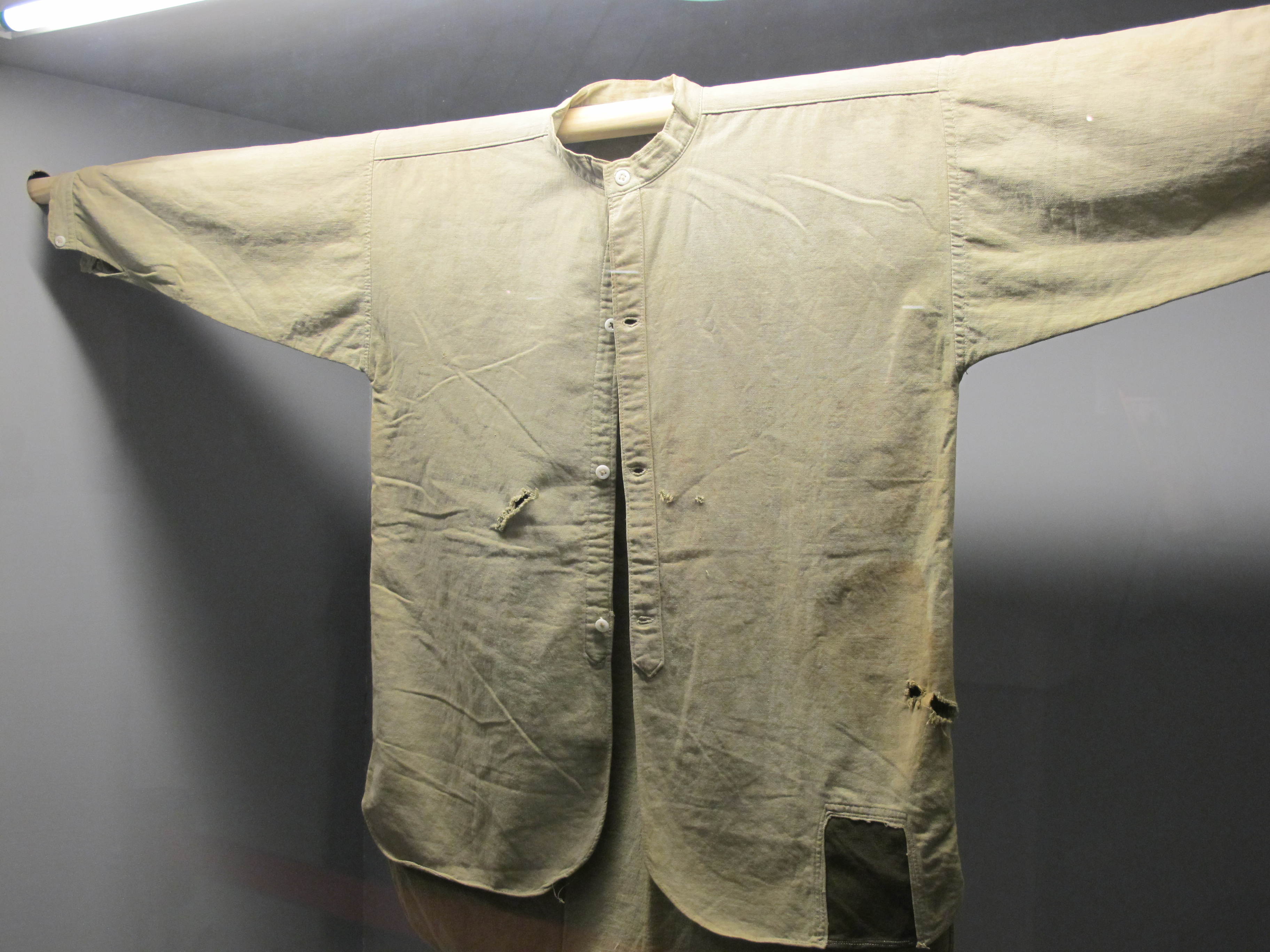
嘉義市參議員陳澄波教授遇害時所穿的襯衫，由陳澄波妻子秘密收藏，衣服上可見彈痕與刺刀的痕跡，現正展示於臺北二二八紀念館。

3月9日，首批增援軍隊進駐嘉義縣劉厝庄並進行掃射，造成13人死亡。3月11日，二二八事件處理委員會嘉義分會在推派代表前往嘉義機場會談時，軍隊拘捕陳澄波等4名代表:143-146:176-186:247-259:486-487。在整編第21師緊急空運部分軍隊前往嘉義機場後:143-146:154-161:247-259，驅逐包圍機場的民兵並重新進駐嘉義市區:154-161、273-275。爾後軍隊開始捕殺主張和平談判的處理委員會地方分會成員:486-487，先在3月18日於嘉義車站處死三民主義青年團嘉義分團主任陳復志:264-269，3月25日處死嘉義市參議會議員潘木枝、盧炳欽、柯麟、陳澄波等人:80-86、154-161:176-186:247-259:30-32。
而在3月12日下午3時，第21師登陸鎮壓的消息傳開後，謝雪紅等人領導的二七部隊儘管武裝兵力規模最大，但是考量軍隊進駐臺中市市區後將造成民眾傷亡，而決定撤往埔里鎮:132-143:163-176:247-259:482-485。其中二七部隊計畫牽制軍隊進入深山地區，以牽制部隊並減少鎮壓傷亡:132-143:247-259。3月13日下午，第21師先遣部隊進駐臺中地區:482-485，便在市區展開鎮壓:70-71。3月14日，第21師又空運800多名第146旅第436團官兵進駐中部地區:70-71。國民政府軍隊一方面逼近埔里附近的龜子頭:132-143，但同日遭到二七部隊的攔截:247-259:482-485；另一方面進駐雲嘉南地區展開綏靖工作，但在斗六鎮街道上與陳篡地領導的游擊隊爆發城鎮戰:70-71:539-541。因為兵力差距甚大，陳篡地決定轉入嘉義縣附近的小梅山展開游擊戰:61-63:70-71:539-541。
3月15日，政府軍隊計畫從集集鎮行經日月潭進入埔里鎮:132-143，雙方在日月潭激戰而互有傷亡:247-259。3月16日，二七部隊和國民政府部隊雙方在埔里地區爆發烏牛欄之役。二七部隊警備隊隊長黃金島率領數十名學生駐守在烏牛欄吊橋附近，憑藉著地利之便重創不熟悉地形的政府軍隊。政府軍隊也與陳篡地的游擊隊有多次激戰，儘管後者遭遇重大損失:539-541，但因小梅、樟湖的山區地形複雜，使得政府軍隊無法徹底消滅游擊部隊:70-71。3月17日，面對政府軍隊分兩路逼近，且自身彈藥不足與士氣浮動，二七部隊決定各自解散:247-259。之後二七部隊隊員分別南下加入陳篡地的游擊隊:132-143，或是返家避難:247-259。獲悉二七部隊解散後，第21師於當天進駐埔里鎮:70-71:247-259:482-485。

## 其他地區

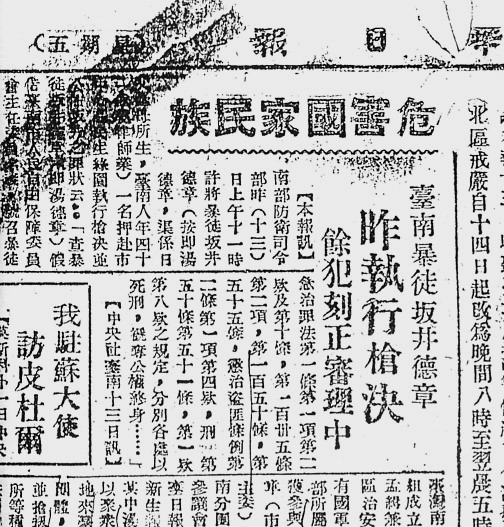
3月13日，湯德章律師遭到國軍刑求後槍決，幾天之後高等法院宣判無罪。

3月8日，軍隊自高雄縣鳳山鎮攻入屏東縣後，當地民軍紛紛解散:233-239。之後軍隊的肅清活動將二二八事件處理委員會屏東分會召集人葉秋木逮捕，並在3月12日遊街示眾後槍斃:233-239:30-32:489-490。3月10日，高雄縣岡山教會牧師蕭朝金勸阻抗爭遊行時，反遭部隊逮捕:80-86，並與另一名遭拘留的國立臺灣大學法學院學生余德仁處死。3月11日，第21師憲警人員對臺南地區掃蕩，逮捕過去負責維持臺南市治安的候補省參議員湯德章律師:487-489，在酷刑逼供後，於隔天遊街後在民生綠園槍決:59-61:247-259:30-32，爾後法院判處無罪。其他還有新營鎮鎮長沈瓊南遭軍隊酷刑而嚴重傷殘，《興臺日報》創辦人沈瑞慶則因報導各地情況而關押至軍事監獄中。
3月17日，擔任二二八事件處理委員會宜蘭分會會長的宜蘭病院院長郭章垣遭到軍方逮捕:282-290，隔天槍決並掩埋至頭城慶元宮前:176-186:247-259:30-32:481-482。3月18日，第21師獨立團與第2營分別自鳳山和宜蘭進駐東部地區執行綏靖工作，兩隊於臺東縣會合:72-73:542-544。3月20日，警備總司令部向各縣市要求全面清查戶口、搜索民間武器、搜捕可疑嫌犯:66-68、275-282:186-192:32-35；同時下令整編第21師擬定綏靖計畫，將5個綏靖區域擴大為7個:66-68，分別為臺北、基隆、新竹、中部、南部、東部、馬公等區:534-536。綏靖區由該區最高軍事主管擔任司令:534-536，全面管制地區交通和通訊:66-68:275-282。在東部鎮壓過程中，軍隊於4月4日晚上逮捕制憲國民大會代表張七郎:80-86，之後和其兒子張果仁、張宗仁在鳳林公墓處死:163-186:247-259:30-32:490-492。
儘管事件爆發前，澎湖縣居民便與外省籍官兵關係緊張。但由於島嶼糧食欠缺，且在澎湖島要塞司令部駐軍加強防備、及地方要員協調下，該地區僅有數起騷亂:72-73:422-424。在臺灣本島展開大規模綏靖工作後，澎湖縣劃為馬公綏靖區，由澎湖島要塞司令部司令史文桂主持:72-73。綏靖工作期間，澎湖縣地方軍警主要防範要犯潛逃各個島嶼，亦加強監控、搜捕嫌疑分子，但也發生警察局局長趁機報復而逮捕民眾:72-73:247-259。4月1日，21師獨立團進駐花蓮縣，在此成立東部綏靖區司令部:542-544，之後司令部擬定綏靖計畫並劃定分區負責。